# Georgi Walkowitsch

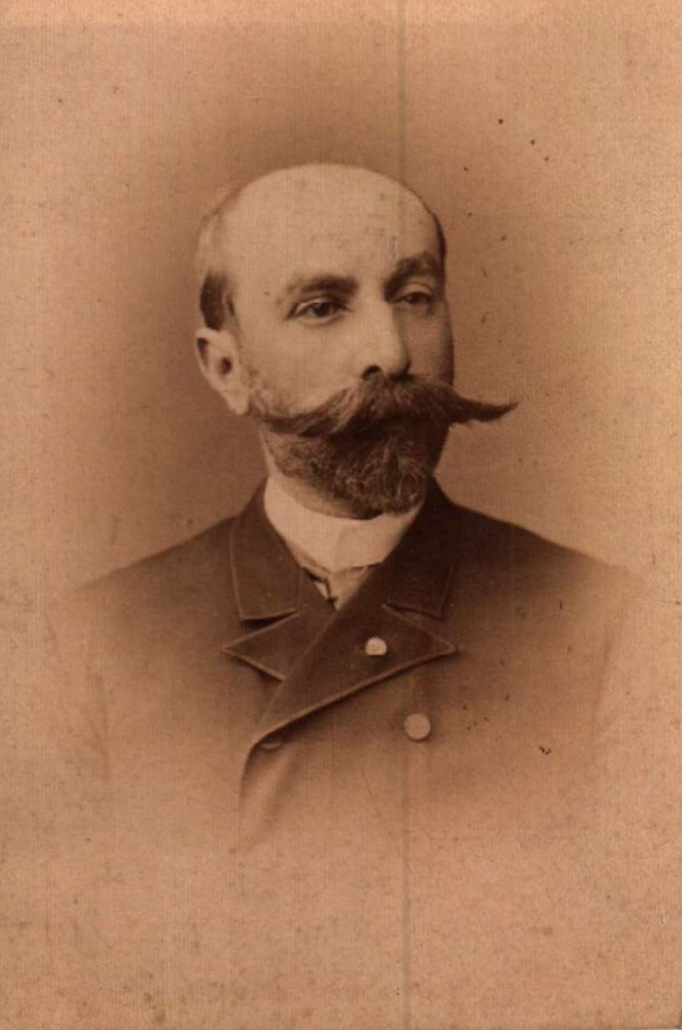
G. Wălkowitsch, Datierung unbekannt

Georgi Tschalakow Walkowitsch (auch als Georgi Tschalăkow, Georgi Tschalăkow Wălkowitsch, Georgi Cholakov und Georgi Wălkowitsch Tschalăkow in der Literatur zu finden, geboren bulgarisch Георги Вълкович Чалъков; * 1833 in Adrianopel, Osmanisches Reich, heute Edirne in der Türkei; † 14. Februar 1892 in Konstantinopel, Osmanisches Reich) war ein bulgarisch-osmanischer Arzt, Kaymakam von Damaskus sowie bulgarischer Diplomat, Politiker der bulgarischen Konservativen Partei sowie Staatsmann in den Jahren des bulgarischen Staatsaufbaus. Von 1881 bis 1883 war er in zwei aufeinander folgenden Regierungen Außenminister Bulgariens.

## Leben

### Familie und Kindheit
Georgi selbst wurde am 6. September 1833 im ostthrakischen Adrianopel geboren. Er war der dritte Sohn von Walko Kurtowitsch Tschalakow auch genannt Walko – der Jüngere und Elisaweta Chadschikostowa Politoglu aus Samokow und hatte drei Schwestern. Beide Eltern stammen von wohlhabenden Familien mit Einfluss in der bulgarischen Gemeinschaft und bei den osmanischen Autoritäten, die sich im Laufe des 17. Jahrhunderts in der größten thrakischen Stadt Plowdiw niederließen. Georgi Wălkowitschs Vater, Walko Tschalăkows, entstammte der weitverzweigten und einflussreichen Familie Tschalăkow aus Kopriwschtiza. Teil der Familie angeführt von Georgis Großvater, Kurt Chadschi Wălkowitsch Tschalăkow, ließ sich nach den Ḳırcalı-Überfällen auf Kopriwschtiza von 1793 in Plowdiw nieder. Ein weiterer Teil der Familie siedelte sich in Adrianopel und Didymoticho nieder und erwarb dort große Ländereien, welche für die Viehzucht der Familie genutzt wurden.
Die Tschalăkows stützten sich bei ihre Verbindungen auf ihren Einfluss bei den Osmanen und unterstützen den bulgarischen Kampf gegen das griechisch dominierte Patriarchat von Konstantinopel und den griechischen Nationalismus während der Zeit der bulgarischen Aufklärung und führten diesen in Plowdiw an. Durch ihre finanzielle und politische Unterstützung wurden die ersten modernen, bulgarischen Klassenschulen in Plowdiw und Adrianopel errichtet und Kirchen sowie Klöster wiederhergestellt. Die während der Herrschaft Sultan Mahmuds II. zwischen den Tschalăkows, vor allem Wălko Tschalăkow - der Ältere und dem osmanischen Staat entstandenen engen Beziehungen des Vertrauens und der gegenseitigen Unterstützung wurden von fast allen Zweigen der Großfamilie weiter gepflegt. Mehrere ihrer Mitglieder bekleideten in der Zeit des Tanzimats wichtige Posten in der Provinz- und Zentralverwaltung: Georgi Stoyanowich Chaloglou war Mitglied des Staatsrates (Şura-yı Devlet) (1868–72), Joakim Gruew war stellvertretender Gouverneur (muavin) des Plowdiw Sancaks (1868–70) und Stojan Tschomakow bekleidete mehrere hohe Posten in der osmanischen Verwaltung.
Über die Schwester seiner Mutter, Christijanija, war Georgi wiederum mit dem Maler Dimitar Sograf verwandt, dessen Ehefrau sie war. Beispiel für die Verflechtung dieser Familien sind die Kirchen Sweta Nedelja und Hl. Konstantin und Elena in Plowdiw. So wurde mit Hilfe von Georgis Vater ein Sultandekret (Ferman) für die Renovierung der Kirchen erlassen und diese vor allem von der Familie Tschalakow finanziell getragen; ihre Ausmahlung übernahmen die Maler der Familie Sograf, Dimitar vor allem Sachari Sograf.

### Medizinische Ausbildung und erste Periode in Zarigrad
Georgi Walkowitsch besuchte die von seinem Vater errichtete bulgarische Schule in Plowdiw und sollte nach dem Willen der Familie ein Studium im Russischen Zarenreich aufnehmen. So ist aus der Korrespondenz zwischen seiner Schwester Fani und seinem Bruder Atanas zu entnehmen, dass Georgi im Juli 1848 nach Moskau reiste. Aus demselben Jahr ist jedoch bekannt, dass Georgi bereits für ein Medizinstudium an der Sultansschule für Medizin (Tıbhane-i Amire/Cerrahane-i Mamure) in der osmanischen Hauptstadt Zarigrad/Konstantinopel eingeschrieben war. Die Motive, wieso er sich gegen Moskau und für Zarigrad entschieden hat, sind nicht überliefert. Da aber Georgi Wălkowitsch an der Schule als Kandidat des griechischen (rum) Milet angenommen war, was nur mit der Unterstützung einer einflussreichen Person (Bey oder Pascha) möglich gewesen war, ist es naheliegend, dass jemand auf seine Entscheidung Einfluss genommen hat.
Die Tıbhane-i Âmire war eine medizinische Schule im osmanischen Reich, die Chirurgen für den Einsatz in der Armee ausbildete. Sie wurde 1827 von Sultan Mahmud II. als Teil seiner Modernisierungsanstrengungen gegründet und war im Reich die erste medizinische Schule im westlichen Sinne und nach französischem Vorbild. Der Unterricht befand sich zunächst im Tulumbacıbaşı-Herrenhaus im Stadtteil Şehzadebaşı, und der Lehrplan wurde von ähnlichen Schulen in Wien und Paris übernommen. Die medizinische Ausbildung dauerte vier Jahre, und im letzten Jahr wurden diejenigen, die geschickt und begabt waren, von den Lehrern identifiziert, und diejenigen, die erfolgreich waren, in Lazaretten oder Bataillonsregimentern der Armee mit dem Titel eines Assistenzarztes und dem Dienstgrad eines Majors (Binbaşı) eingesetzt. Nachdem sie für zwei weitere Jahre unter der Aufsicht eines Arztes an der medizinischen Fakultät gearbeitet und Erfahrungen gesammelt hatten, wurden sie zu selbständigen Ärzten. An der Schule stand für Georgi neben Medizin noch Französisch, Geographie, Algebra, Geometrie, Chemie und Botanik auf dem Lehrplan, und er beendete das vierte Lehrjahr mit Auszeichnung. Während seiner Studienzeit verkehrte Georgi in den bulgarischen revolutionären Kreisen in der osmanischen Hauptstadt und war Teil der so genannten »Geheimen Vereinigung der wahren Freunde« (aus dem Bulg.Тайна дружина на верните приятели).
Als 1853 der Krimkrieg ausbrach und die Schule in den Stadtteil Kumbarhane verlegt wurde, wurde Georgi in den französischen Lazaretten in Konstantinopel eingesetzt und konnte sich dort als Chirurg beweisen. Im Sommer 1855 begleitete er als Militärarzt einen Verwundetentransport der französischen Armee nach Marseille. Als der Krieg sein Ende fand, setzte Georgi seinen Unterricht in Kumbarhane fort. Er diplomierte sich als Doktor der Medizin und erhielt den Dienstgrad Binbaşı am 26. Dezember 1856. Am 10. März des darauffolgenden Jahres wurde Walkowitsch an der Tıbhane-i Âmire als Lehrkraft, Doktor für Medizin und Chirurgie eingestellt. Im Juni des gleichen Jahres übernahm er die Leitung der Klinik Cerrahane-i Mamure, die an die Medizinschule angegliedert war. Er arbeitete dabei zunächst unter der fachlichen Aufsicht von Constantin Carathéodory. Im März des darauffolgenden Jahres wechselte er wegen der hohen Arbeitsbelastung in der Klinik im Stadtteil Tarabya. Wegen seiner Professionalität wurde ihm am 1. Juni 1859 mit dem mazbata die Erlaubnis verliehen, in allen Krankenhäusern der osmanischen Hauptstadt zu arbeiten. Im März 1860 nahm Walkowitsch an der Musterung der osmanischen Armee im kleinasiatischen Sandschak Menteşe (heute Provinz Muğla in der Türkei) teil.
Als Absolvent einer osmanischen Eliteschule hatte Walkowitsch zudem ein Recht auf ein Stipendium für eine Weiterbildung an einer westlichen Universität. Er entschied sich, sich im Fach Chirurgie in der französischen Hauptstadt Paris weiterzubilden, und wurde dabei finanziell von der osmanischen Regierung sowie seiner Schwester Teofana unterstützt. So reiste er Ende Januar 1861 über Marseille nach Paris und ließ sich zunächst im Hotel Corneille nieder. Während des Schuljahres 1861/62 wohnte er zusammen mit Pantelej Mintshowitsch (ebenfalls Absolvent der Tıbhane-i Âmire und nach der Befreiung Bulgariens Gouverneur von Warna, einer der Gründer der Konservativen Partei und Vorsitzender des Bulgarischen Roten Kreuzes). In der französischen Hauptstadt traf er auf einen seiner Weggefährten in seinem letzten Lebensabschnitt, Grigor Natschowitsch, und verkehrte in den Kreisen des Aufklärers Petǎr Beron. Georgi stand in dieser Zeit in regem Briefwechsel mit dem Revolutionär und Verleger Georgi Rakowski sowie einer der Verbreiter seiner Zeitung Donau-Schwan in Paris. Als Rakowski 1862 im serbischen Belgrad die Erste Bulgarische Legion ins Leben rief, schlug Walkowitsch im August in einem Brief vor, bei einem möglichen Krieg mit dem osmanischen Reich sich und zwei russische Offiziere aus Paris in den Dienst der Legion zu stellen. Dieser Brief und die Tatsache, dass Walkowitsch im Herbst London besuchte, bringen einige Forscher dazu, ihn als das Bindeglied zwischen dem bulgarischen Befreiungskampf und den russischen Revolutionären im Exil um Alexander Herzen und Michail Bakunin zu sehen.

### Karriere in Zeiten des Tanzimats
Als westlicher Absolvent, wurde Walkowitsch nach seiner Rückkehr ins Osmanische Reich 1864 in das neugeschaffene Vilâyet Syrien, Damaskus beordert. Dabei war er Chefarzt des Zentralkrankenhauses in Damaskus. Aufgrund seines militärischen Ranges und seines zugewiesenen Platzes in der Zivilhierarchie, wo er als Bindeglied zwischen verschiedenen Ebenen der Provinzregierung fungierte, gehörte er zum Provinzelite. Es befreundete sich mit dem algerischen Freiheitskämpfer und Gelehrten Abd el-Kader. Machte die Bekanntschaft des französischen, englischen und italienischen Konsul, die später eine zentrale Rolle bei der Okkupation Tunesiens durch Frankreich spielten. Darüber hinaus befreundete er sich mit dem Provinzgouverneur Mehmed Rashid Pasha, beide entstammten aus Trakien und beide hatten in Paris studiert.
Die Zeit im osmanischen Damaskus, während des Tanzimats prägte Walkowitsch und hinterließ Spuren bis in seine spätere Wirkungszeit als Minister und Politik während der Zeit des Aufbaus des modernen bulgarischen Staates. So wurden unter Mehmed Rashid Pasha die Reformen seines Vorgängers Mehmed Fuad Pascha (ebenfalls ein Absolvent der Sultansschule für Medizin), der zum Großwesir des Osmanischen Reiches ernannt wurde, intensiviert. Mehrere administrative Reformen wie der Einbezug der Bevölkerung in der lokalen Verwaltung, die Errichtung von modernen Grundschulen oder die Einführung von Fremdsprachen als Unterricht an den Schulen wurden umgesetzt. Kommunikationswege sowie Post und Telegrafennetze wurden modernisiert oder komplett neuaufgebaut, sodass nach fünf Jahren Regentschaft von Rashid Pasha Damaskus mit allen großen Provinzstädten per Telegrafen verbunden war. Eine großangelegte syrische Kampagne für den Eisenbahn-, (Libanonbahn, Hauranbahn) Straßen- und Brückenbau zur Anbindung Damaskus an den Mittelmeerhäfen der Küstenstädte wurde eingeleitet sowie den Ausbau der Güterwege zwischen Damaskus und Palästina um den Handels mit Ägypten per Land zu intensivieren. Gleichzeitig war Damaskus zu dieser Zeit mit ca. 140.000 Einwohnern eine multikulturelle osmanische Großstadt die sich jährlich mit Pilgern aus der ganzen Welt füllte. Sie war das Tor für die islamischen Pilgerfahrt Hadsch nach Mekka.
Die neuen Wege führten auch zur schnellen Ausbreitung der 4. Cholera-Pandemie in der Provinz, welche Damaskus im August 1865 durch Pilger erreichte. Als leitender Arzt des Zentralkrankenhauses kämpfte Walkowitsch bis zur Erschöpfung. Seine Arbeitslast steigerte sich, als ab April des nächsten Jahres der leitende Armeearzt vor Ort in die osmanische Hauptstadt beordert wurde, und er bezeichnete später rückblickend den Kampf mit der Krankheit als den schrecklichsten Krieg, an dem ein Arzt teilnehmen kann. Dennoch fand er Zeit, sich über die Emigrationsperiodika über den Stand des bulgarischen Kirchenkampfes zu informieren. So gehörte er zu den Abonnenten der Zeitung Zeit von Todor Burmow, mit dem er per Briefkontakt auch seine Ideen dazu teilte.
Aus dem Jahr 1866 ist überliefert, dass Walkowitsch den Lehrstuhl für Chirurgie an seiner Alma Mater in Zarigrad übernommen hat. Da jedoch Damaskus weiterhin sein Lebens- und Tätigkeitmittelpunkt war, ist nicht überliefert, ob diese Stelle mit einer kurzfristigen Beorderung in die osmanische Hauptstadt für den Kampf gegen die Cholera zusammenhängt oder ob er sporadisch aus Syrien anreiste. Ende 1867 wurde Georgi Walkowitsch zum Kaymakam von Damaskus ernannt und wurde dem 5. Armeekorps als Verbindungsoffizier zwischen dem Wali und dem Befehlshaber des Armeekorps (Mushir) zugeordnet. Gleichzeitig stieg sein Ansehen als professioneller Arzt weit außerhalb der Provinzhauptstadt. So berichtete seine Schwester Teofana, die ihn 1869 in Damaskus besuchte, dass auf allen Stationen ihrer Reise von Zarigrad über Gelibolu, Smyrna, Zypern Bekannte und Freunde ihres Bruders für ihren Komfort und Ruhe sorgten, und auf dem letzten Abschnitt mit dem Schiff reiste sie als Teil der Gefolgschaft von Süleiman Pascha. Auch als sie in Beirut von ihrem Bruder empfangen wurde, berichtete sie in einem Brief an ihre Mutter von der Menge an Visitenanfragen, nachdem bekannt geworden war, dass Doktor Walkowitsch in der Hafenstadt sei. Ihm wurden ebenfalls nicht medizinische Aufgaben anvertraut. So wurde er 1868 mit der Beschaffung der Armeebekleidung des Korps beauftragt und im Jahr darauf in dieser Funktion bestätigt. Am 11. August 1869 wurde ihm die Leitung einer Fabrik in Damaskus anvertraut, über die jedoch keine weiteren Informationen bekannt sind. Darüber hinaus übernahm er wie andere wohlhabende Bulgaren dieser Zeit die finanzielle Unterstützung und die Ausbildungskosten von jungen Bulgaren. Zwei von ihnen, Dona Walkowa und Spas Konstantinowitsch, lebten bei ihm in Damaskus.
Nach der Ernennung von Esad Pascha, einem Schützling von Mehmed Fuad Pascha, zum Kriegsminister wurde Walkowitsch im Oktober 1870 in die osmanische Hauptstadt beordert. Zurück in Zarigrad wurde Walkowitsch Direktor des Krankenhauses Haydarpaşa Numune Hastanesi im asiatischen Stadtteil Haydar Pascha. Im benachbarten Stadtteil Üsküdar ließ sich Georgi mit seiner Familie und Schützlingen nieder und wurde persönlicher Arzt einer Reihe einflussreicher Personen, darunter der mittlerweile zum osmanischen Außenminister aufgestiegene Raschid Pascha oder der spätere Generalfeldmarschall Redif Pascha. Seit 1872 bekleidete Walkowitsch formal den Rang eines Obersten der osmanischen Armee.
Im Frühjahr 1873 wurde er als Vertreter der osmanischen Ärzte für den internationalen Ärztekongress in Wien, der als Teil der Weltausstellung 1873 Anfang September stattfand, nominiert. Da er aber Ende August Teil der Delegation Raschid Paschas war, welcher dem russischen Zarenreich einen Staatsbesuch abstattete, nahm er am Kongress in Wien nicht teil. Die osmanische Delegation besuchte die Hafenstadt Odessa, wo Walkowitsch auf den russischen Zaren Alexander II., den russischen Gesandten Nikolai Ignatjew in der osmanischen Hauptstadt und Vertreter der bulgarischen Exilgemeinschaft in Odessa traf. Während der Reise wurde ihm den Sankt-Stanislaus-Orden II. Klasse verliehen. Als im selben Jahr der persischer Schah Nāser ad-Din Schāh während seine Europareise die osmanische Hauptstadt besuchte, wurde Walkowitsch mit dem Sonnen- und Löwenorden geehrt.
Als einer der besten Ärzte der Hauptstadt machte er die Bekanntschaft des Großwesirs Midhat Pascha, aus der allmählich eine Freundschaft wurde. Während des serbisch-osmanischen Krieges ab 1876 leitete er die Militärhospitale in Sofia und Niš. Nach dem Krieg erhielt Walkowitsch den Titel Miralay-Bey. 1875 wurde er Mitglied der Bulgarischen Literarischen Gesellschaft, der spätere Bulgarische Akademie der Wissenschaften. Im Mai 1876 gab Wălkowitsch im Zuge der Balkankrise alle seine Ämter im Osmanischen Reich auf um seine Kenntnisse und Fähigkeiten den bulgarischen Aufständischen des Aprilaufstandes zur Verfügung zu stellen. Dabei war er zeitweise einer britischen Mission beigeordnet, die die Zustände im europäischen Teil des Osmanischen Reiches die zur Niederschlagung des Aufstandes führten, untersuchte.
Als sich das bulgarische Kirchenoberhaupt Anthim I. mit Hilfe Walkowitsch und Christo Stambolski krankstellte und weigerte and einer ausgerufenen Volksversammlung teilzunehmen, die sich gegen die Ergebnisse der Konferenz von Konstantinopel richtete, wurden beide Ärzte sowie Georgis Bruder Alexander von Mithat Pascha und Sultan Abdülhamid II. des Hochverrats beschuldigt. Nur durch die Absetzung Mithats Pascha im Frühjahr 1877 entgingen die Drei eine mögliche Todesstrafe. Mit dem kurz darauf erfolgten Ausbruch des Russisch-Osmanischen Krieges von 1877/78 fielen sie dennoch in Ungnade und wurden verbannt. Und obwohl im İrade des Sultans explizit Jemen als Ziel der Verbannung stand, konnte Georgi Walkowitsch mit der Hilfe und Einwilligung seines Freundes aus Syrien, dem mittlerweile zum Großwesir ernannte Edhem Pascha sein Zielort und jenes seines Bruders ändern. Während Stambolski nach Jemen fuhr, bestiegen die Brüder Walkowitsch und die Tochter von Georgi, Elisa dem Schiff nach Beirut mit dem vertrauten Damaskus als Ziel. Während Georgis Frau Elena in Zarigrad verblieb, mussten die Söhne seines Bruders Nikola ihr Studium in Frankreich abbrechen und zu ihren Vater nach Bukarest ziehen.
Georgi blieb mit seiner Tochter bis Ende des Krieges in Damaskus und kehrte Ende Juni 1878 nach Zarigrad. In der osmanisches Hauptstadt angekommen, quittierte er sein Dienst für das Reich gegen den Willen seiner Vorgesetzten und siedelte mit dem Zug am 1. Dezember 1878 in der nun befreiten bulgarischen Hauptstadt Sofia.

### Im Dienst für den Aufbau des modernen Bulgariens

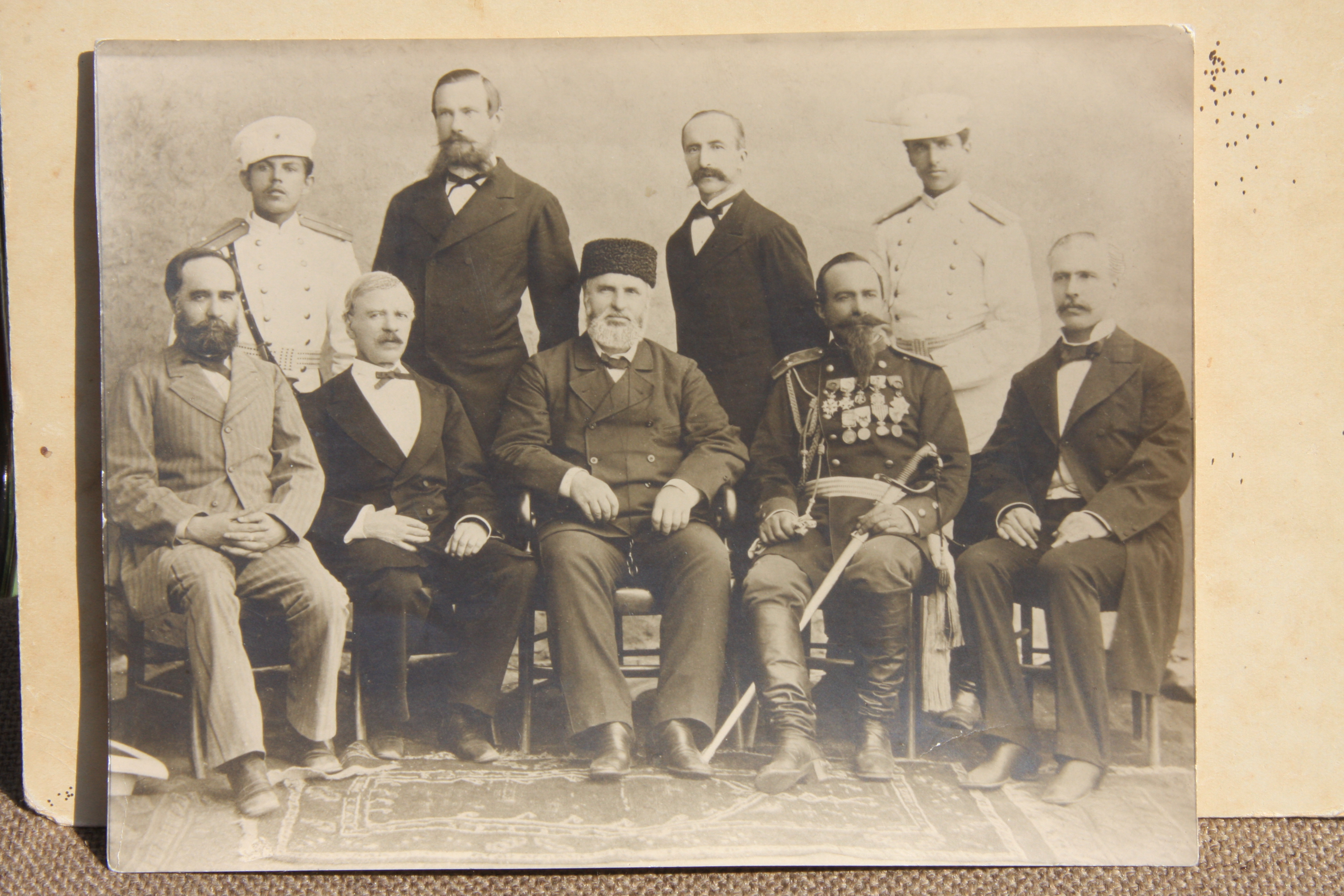
Die erste Regierung (Direktorat) der Autonomen Provinz Ostrumelien: Wălkowitsch stehend, 2. von rechts; in der Mitte sitzend: der Generalgouverneur Aleksandăr Bogoridi

Angekommen im nun befreite und nach dem Berliner Kongress konstituierte Bulgarien wurde Walkowitsch einer der Führer der Konservativen Partei. Im Februar 1879 wurde er in die Notabelnversammlung aus der Quote der provisorische Verwaltung berufen, die als verfassunggebende Nationalversammlung in Weliko Tarnowo die Erste bulgarische Verfassung erarbeitete. Anschließend gehörte er der 1. Großen Nationalversammlung des noch unter provisorischer, russischer Besatzung stehende Bulgarien.
Mit dem Berliner Kongress wurden zwei bulgarische Staatengebilde mit mehrheitlichen Bulgarischen Bevölkerung errichtet wurden: neben das Fürstentum Bulgarien noch die autonomen osmanischen Provinz Ostrumelien. Walkowitsch übernahm im letzteren von 1879 bis 1881 die Leitung der Direktion (Ministerium) für Verwaltung für Landwirtschaft, Handel und öffentliche Gebäude in der Provinzhauptstadt Plowdiw. 1881 kam kurzzeitig zusätzlich die Leitung der Direktion für Post und Telegrafie hinzu, bevor er das Außenministerium des Fürstentums Bulgarien übernahm.
Zwischen 1882 und 1883 gehörte Walkowitsch der dritten Nationalversammlung des Fürstentum Bulgariens an. 1883 wurde er zum Vorsitzender des Staatsrates, dem vom bulgarischen Fürsten Alexander I. eingesetzten obersten Staatsorgan des Fürstentum Bulgariens während seines Regimes der Vollmachten. Als nach der Vereinigung Bulgariens mit Ostrumelien der Serbisch-Bulgarische Krieg 1885/86 ausbrach, wurde Walkowitsch Chefarzt der bulgarischen Armee und Mitglied des Obersten Medizinischen Rates des Landes. Nach dem Krieg wurde er zunächst Direktor des Universitätsklinikums von Sofia. Nach dem prorussischen Putsch von 1886 gegen den Fürsten Alexander I., unterstütze Walkowitsch den vom Parlamentspräsidenten Stefan Stambolow initiierten Gegenputsch. Als in der Folge der Vereinigung, des Krieges, des Putsches und Gegenputsches Bulgarien diplomatisch isoliert war, wurde Walkowitsch 1886 zum bulgarischen Vertreter bei der Hohen Pforte ernannt.
Walkowitsch war einer der Initiatoren der von Stambolows Regierung initiierte Politik zur Verbesserung der Beziehungen zwischen Bulgarien und dem Osmanischen Reich, welche vor allem zur Verbesserung der Stellung der noch unter osmanischen Herrschaft lebende Bulgaren in Makedonien und Thrakien abzielte, die ein Großteil ihrer Privilegien nach dem russisch-osmanischen Krieges 1877/78 verlor. In der osmanischen Hauptstadt wirkte er mit viel Takt und dank seiner vielen Verbindungen zu den Spitzen des osmanischen Staates auch erfolgreich für die Verbesserung der gegenseitigen Beziehungen, dabei immer auf die Bewahrung und Stärkung der eigenständigen Stellung Bulgariens bedacht. Die weitreichenden Kontakte, die er über die Familienlinie erbte und in seiner Jugend im osmanischen Dienst aufbaute und bewährte, halfen ihm in den Jahren seiner diplomatischen Tätigkeit in Konstantinopel. In etwas mehr als fünf Jahren in Konstantinopel gelang es ihm, das Vertrauen der Hohen Pforte in die bilaterale Beziehungen vollständig wiederherzustellen, eine Reihe von Problemen zu lösen und dabei zu helfen, bedeutende Zugeständnisse für die bulgarische Seite zu erzielen. Er gilt als Initiator des Baus der bulgarischen St. Stefan-Kirche und des bulgarischen Krankenhauses in Fener.

### Letzte Tage und Attentat
Am Abend des 12. Februarjul. / 24. Februar 1892greg. wurde auf Wălkowitsch direkt vor seinem Amtssitz ein Attentat verübt, an dessen Folgen er am 14. Februarjul. / 26. Februar 1892greg. starb. Das Attentat wurde von prorussischen, bulgarischen Nationalisten aus Makedonien unter der Führung des Panslawisten von Naum Tjufektschiew verübt. Während die physischen Attentäter mit Hilfe des russischen Botschafters in Istanbul mit dem russischen Dampfer Zar nach Odessa entfliehen konnten, wurden deren Unterstützer vor Ort, der aus Resen stammende Christo Stefkow-Popeto und der aus Gostivar stammende Georgi Merdschana, von den osmanischen Behörden verhaftet und verurteilt. Die Brüder Naum und Nikola Tjufektschiew wurden ebenfalls im Prozess verurteilt, da sie russische Staatsbürger waren und Russland sich weigerte sie auszuliefern, wurde deren Verhaftung ausgesetzt.
Dieses Attentat war Teil einer Serie: Auf den Ministerpräsidenten Stambolow, einen politischen Freund Wălkowitschs, wurden mehrere Attentate verübt, von denen das im Juli 1895 schließlich erfolgreich war. Vor Wălkowitsch war bereits der Finanzminister Beltschew durch ein von Naum Tjufektschiew geplanten Attentat ermordet worden.

## Sonstiges
Seit 1875 war Wălkowitsch korrespondierendes, seit 1884 ordentliches Mitglied der Bulgarischen Literarischen Gesellschaft, aus der 1911 die Bulgarische Akademie der Wissenschaften hervorging.
In Sofia und in Plowdiw gibt es je eine Straße улица Д-р Георги Вълкович zu seinem Andenken.
Georgi Walkowitsch war mit Elena, Tochter seines Cousins und Mitglied des osmanischen Staatsrates Georgi Stoyanowich Chaloglou verheiratet. Mit Elena hatte Georgi eine Tochter Eliza (* 1869), die den bulgarischen General Warban Winarow heiratete. Aus dieser Ehe wurde die spätere Expressionistin und Ehefrau des Diplomaten und Chronisten Simeon Radew, Bistra Winarowa geboren.

## Orden (Auswahl)
- Sonnen- und Löwenorden (1873)
- Sankt-Stanislaus-Orden (1873 und 1880)[36][37]
- Osmanié-Orden (1881)[38][39]